# Những kẻ nổi loạn (phim 2015)
Những kẻ nổi loạn (tựa gốc tiếng Anh: The Divergent Series: Insurgent, hoặc đơn giản là Insurgent) là bộ phim điện ảnh phiêu lưu khoa học viễn tưởng năm 2015 được đạo diễn bởi Robert Schwentke, chuyển thể từ Insurgent – Những kẻ nổi loạn, cuốn thứ hai trong bộ ba cuốn Divergent của nữ nhà văn Veronica Roth. Đây là phần tiếp nối của bộ phim điện ảnh năm 2014 Dị biệt và là bộ phim thứ hai trong loạt phim The Divergent Series, sản xuất bởi Lucy Fisher, Pouya Shabazian và Douglas Wick, với phần kịch bản được chấp bút bởi Brian Duffield, Akiva Goldsman và Mark Bomback. Robert Schwentke thay thế Neil Burger chịu trách nhiệm đạo diễn cho bộ phim này, trong khi đó Burger đảm nhiệm vai trò làm nhà sản xuất điều hành của bộ phim. Cùng với dàn diễn viên trong bộ phim đầu tiên, Những kẻ nổi loạn còn có thêm sự xuất hiện của các diễn viên phụ như Octavia Spencer, Naomi Watts, Suki Waterhouse, Rosa Salazar, Daniel Dae Kim, Jonny Weston, Emjay Anthony, và Keiynan Lonsdale.
Những kẻ nổi loạn lấy bối cảnh thời gian vào ba ngày sau khi bộ phim đầu tiên kết thúc, tiếp tục theo chân cô gái Tris Prior và Four chống lại âm mưu thù địch từ Jeanine và toàn bộ môn phái Erudite. Hệ thống môn phái ở thành phố Chicago thời hậu tận thế đang dần sụp đổ, và mọi người đều đang tìm kiếm lại nguồn sức mạnh và cả những câu trả lời cho bản thân. Việc quay phim bắt đầu vào ngày 27 tháng 5 năm 2014 tại Atlanta, Georgia, Hoa Kỳ và chính thức được đóng máy vào ngày 6 tháng 9 năm 2014.
Những kẻ nổi loạn được công chiếu vào ngày 20 tháng 3 năm 2015 tại Việt Nam, cùng ngày với Hoa Kỳ. Ở Hoa Kỳ, bộ phim được công chiếu dưới định dạng IMAX 3D cũng như 3D và 2D thông thường. Phim nhận được nhiều ý kiến hỗn tạp: một số người cho rằng Những kẻ nổi loạn là một sự tiến bộ so với bộ phim trước đó, họ đề cao phong cách điện ảnh, sự phối hợp hành động và diễn xuất của Woodley, tuy nhiên bộ phim vẫn nhận được một số lượng đáng kể các ý kiến tiêu cực, chủ yếu tập trung vào phần cốt truyện. Mặc dù vậy, đây vẫn là một thành công lớn về mặt thương mại với tổng doanh thu hơn 99 triệu USD toàn thế giới trong tuần đầu tiên ra mắt, điều này giúp cho phim giành được vị trí quán quân trên bảng xếp hạng doanh thu phòng vé thế giới. Tính đến cuối tháng 4 năm 2015, Những kẻ nổi loạn đã thu về hơn 273 triệu USD toàn cầu.
Bộ phim tiếp nối, The Divergent Series: Allegiant – Part 1, được lên lịch công chiếu vào ngày 18 tháng 3 năm 2016.

## Nội dung
Câu chuyện bắt đầu năm ngày sau khi cuộc tấn công vào phe quên mình bởi uyên bác lãnh đạo Jeanine (Kate Winslet) và lính Dauntless tâm kiểm soát của mình. Jeanine đã tuyên bố thiết quân luật và rằng Divergents - những người có những phẩm chất của nhiều phe phái - và những liên minh với họ là kẻ thù. Trong đống đổ nát quên mình, lãnh đạo Dauntless Eric và trung đội của anh phục hồi một hộp lăm mặt: mỗi bên có một biểu tượng phe. Jeanine giả định nó có chứa dữ liệu từ người sáng lập của thành phố và các phương tiện để kết thúc vấn đề phân kỳ. Vì chỉ có một phân kỳ có khả năng mở hộp, cô ra lệnh bắt giữ tất cả Divergents.
Tris (Shailene Woodley), Four (Theo James), Peter (Miles Teller), và Caleb (Ansel Elgort) giấu trong các hợp chất Amity. Ngay sau đó, Eric và hạm đội của mình đến để kiểm tra tất cả những người cư ngụ cho phân kỳ. Peter bỏ vị trí của nhóm như Tris, Four, và Caleb thoát và lên một chuyến tàu đầu vào lãnh thổ Factionless. Sau khi chiến đấu với con Factionless trên tàu, Four tiết lộ tên Tobias của ông Eaton mà nhắc Factionless đứng xuống và trả lời rằng họ đã được tìm kiếm cho anh ta.
Bốn, Tris và Caleb được cho xá tại Factionless. Có, Tris và Caleb phát hiện ra rằng các nhà lãnh đạo Factionless là mẹ Four, Evelyn (Naomi Watts). Bà đề nghị rằng Dauntless và Factionless nên đồng minh chống lại uyên bác, nhưng Bốn giảm. Sáng hôm sau, ba lại Factionless cho Candor để đáp ứng với các Dauntless còn lại; trong suốt chuyến đi, Caleb nói với em gái Tris rằng anh không thể tiếp tục với họ và đi theo một hướng khác. Khi đến, Tris và Four đang bị bắt giữ và đưa ra trước lãnh đạo Candor Jack Kang, người dự định sẽ cung cấp cho họ để Jeanine. Tuy nhiên, Four cầu xin cho Jack để tiến hành thử nghiệm ở Candor với việc sử dụng huyết thanh sự thật. Trong thời gian thử thách, Four truyền động cơ của ông và là xá tội. Tris khóc lóc thừa nhận tội lỗi của mình trong vụ nổ súng và giết chết Will, mà giận Christina.
Candor bị tấn công bởi các Dauntless đã đứng về phía Eric, và nhiều người đang bắn với bột viên của huyết thanh mô phỏng mới. Tris được chụp bởi Eric ai biết cô có một sự phân kỳ đọc 100%, khiến cô trở thành đối tượng hoàn hảo để mở hộp. Eric bắt giữ Tris, nhưng Bốn và Factionless đồng minh đến để cứu cô. Sau khi trao đổi ngắn gọn, Four bắn Eric vào đầu cho cái chết của hàng trăm người. Trở lại uyên bác, Jeanine, thất vọng mà không ai trong số các đối tượng phân kỳ đã sống sót qua các thử nghiệm mô phỏng yêu cầu để mở hộp, được tiếp cận bởi Peter, người cam kết lòng trung thành với uyên bác, và cho thấy cách tốt nhất để có được Tris đầu hàng là bằng cách khai thác của mình nhân loại.
Trở lại tại cơ sở Factionless, Four miễn cưỡng đồng ý với Evelyn rằng chiến tranh là không thể tránh khỏi và rằng họ cần phải chuẩn bị. Jeanine kích hoạt bột viên, gây Christina, Marlene và Hector liên tục hô vang rằng Tris phải biến mình trong hoặc tử vong nhiều hơn sẽ làm theo, khi họ bước gần hơn và gần gũi hơn với các cạnh của một cấu trúc cao. Tris và Tori sau đó leo lên bên của mái như Tris cứu Christina và Tori, Hector. Tuy nhiên, Marlene đã lao đến cái chết của cô. Vượt qua bởi cảm giác tội lỗi, Tris quyết định biến mình ở. Đêm đó, cô và Four ngủ cùng nhau, và sau đó cô lặng lẽ trượt đi.
Khi đến trụ sở uyên bác, Tris ngay lập tức bị bắt giữ. Cô đồng ý để trải qua các thử nghiệm với điều kiện là các vụ tự tử thôi. Tris vượt qua bốn thử nghiệm, tuy nhiên, khi vitals cô thả, Jeanine miễn cưỡng dừng mô phỏng để Tris có thể nghỉ ngơi. Tris sau đó phát hiện ra rằng họ đã bắt Four. Cô không những thử nghiệm cuối cùng và các dấu hiệu sống của cô chấm dứt. Thi thể của cô được đẩy xe lăn qua Four để sau này có thể than khóc, nhưng khi cô tỉnh dậy, Peter giúp Four áp đảo các vệ sĩ, tiết lộ rằng anh đã làm giả cái chết của cô bằng cách tiêm huyết thanh của cô đi vào giấc ngủ. Tris quyết tâm để mở hộp và tìm sự thật về thông điệp của nó; cô và bốn người đứng đầu các phòng mô phỏng, trong khi Peter trở lại phòng điều khiển để bí mật cấp cho họ truy cập an ninh.
Vượt qua những thử nghiệm cuối cùng, Tris mở hộp ra thành công. Một người phụ nữ nói rằng hệ thống thành phố và phe tường thực sự là một thử nghiệm mà họ nghĩ ra, rằng Divergents thực sự là sự thành công của thí nghiệm, và rằng thế giới đang chờ đợi bên ngoài để họ quay trở lại nhân loại. Nhận ra đã mất tất cả sức mạnh của mình, Jeanine lệnh rằng hộp phải được chôn cất và Four và Tris được thực thi. Tuy nhiên, quân đội Factionless vào phòng mô phỏng để giải cứu Tris và Four. Jeanine và Caleb bị bắt giữ. Thông điệp từ hộp được phát sóng cho toàn bộ thành phố. Tris được ca ngợi như một anh hùng của những người dị biệt, háo hức khám phá thế giới bên kia bức tường. Jeanine nhìn ra từ cánh cổng ngục của cô, cô nói rằng sau 200 năm kể từ khi thành phố này bị kèm theo, không có nói những gì đang chờ đợi họ vượt ra ngoài nó. Evelyn xuất hiện phía sau cô và nói với cô rằng cô sẽ không bao giờ tìm ra khi cô đặt ra một khẩu súng chĩa vào phía sau đầu Jeanine và kéo cò.

## Diễn viên
- Shailene Woodley trong vai Beatrice "Tris" Prior
- Theo James trong vai Tobias "Four" Eaton
- Octavia Spencer trong vai Johanna Reyes
- Jai Courtney trong vai Eric Coulter
- Ray Stevenson trong vai Marcus Eaton
- Zoë Kravitz trong vai Christina
- Miles Teller trong vai Peter Hayes
- Ansel Elgort trong vai Caleb Prior
- Maggie Q trong vai Tori Wu
- Naomi Watts trong vai Evelyn Johnson-Eaton
- Kate Winslet trong vai Jeanine Matthews
- Mekhi Phifer trong vai Max
- Daniel Dae Kim trong vai Jack Kang
- Keiynan Lonsdale trong vai Uriah Pedrad
- Ashley Judd trong vai Natalie Prior
- Suki Waterhouse trong vai Marlene
- Janet McTeer trong vai Edith Prior
- Rosa Salazar trong vai Lynn
- Emjay Anthony trong vai Hector
- Jonny Weston trong vai Edgar

## Sản xuất

### Tiền sản xuất
Vào tháng 12 năm 2013, Summit Entertainment xác nhận bộ phim chuyển thể của Insurgent – Những kẻ nổi loạn sẽ được phát hành dưới tên The Divergent Series: Insurgent vào ngày 20 tháng 3 năm 2015 và là bộ phim tiếp nối của Dị biệt với Brian Duffield giữ vai trò biên kịch. Ngày 16 tháng 2 năm 2013, Neil Burger, đạo diễn của Dị biệt, được thông báo sẽ không trở lại đảm nhiệm vai trò cũ của mình trong Những kẻ nổi loạn vì ông vẫn còn đang thực hiện các công việc hậu kỳ cho bộ phim đầu. Ngày 13 tháng 2 năm 2014, Robert Schwentke được xác nhận sẽ đảm nhiệm vị trí đạo diễn điện ảnh của bộ phim và Akiva Goldsman được thuê để viết lại phần kịch bản của Duffield.

### Tuyển diễn viên
Tháng 3 2014, hãng phim xác nhận rằng Shailene Woodley, Theo James, Jai Courtney, Ansel Elgort, Ray Stevenson, Zoë Kravitz, Miles Teller, Maggie Q, Mekhi Phifer, và Kate Winslet sẽ trở lại với các vai diễn của họ trong Dị biệt. Thêm vào đó, Ashley Judd, người vào vai người mẹ của Tris vốn đã chết trong bộ phim đầu, sẽ tham gia đóng những cảnh hồi tưởng của Tris trong phim.
Ngày 12 tháng 5 năm 2014, hãng phim tiết lộ Octavia Spencer sẽ tham gia dàn diễn viên với vai diễn Johanna Reyes, người đại diện của môn phái Amity. Từ đó đến cuối tháng 5 năm 2014, Suki Waterhouse và Jonny Weston lần lượt được tiết lộ vai diễn Marlene và Edgar của họ. Nhân vật Edgar không hề được xuất hiện trong loạt truyện Divergent; Weston sau đó tiết lộ rằng nhân vật của anh là một nhân vật trong băng nhóm vô môn phái. Đầu tháng 6 năm 2014, Stephanie Leigh Schlund thông báo rằng cô được xuất hiện trong dàn diễn viên với vai trò là một người phái Amity, dù cuối cùng cô lại không được xuất hiện trong bản hoàn chỉnh của bộ phim. Naomi Watts và Daniel Dae Kim cũng tham gia bộ phim với các vai Evelyn Johnson và Jack Kang. Ngày 9 tháng 6 năm 2014, Rosa Salazar nhận vai diễn Lynn trong bộ phim. Ngày 10 tháng 6 năm 2014, nam diễn viên người Úc Keiynan Lonsdale đảm nhiệm vai Uriah. Ngày 11 tháng 6 năm 2014, Emjay Anthony tham gia dàn diễn viên với vai Hector.

### Quay phim

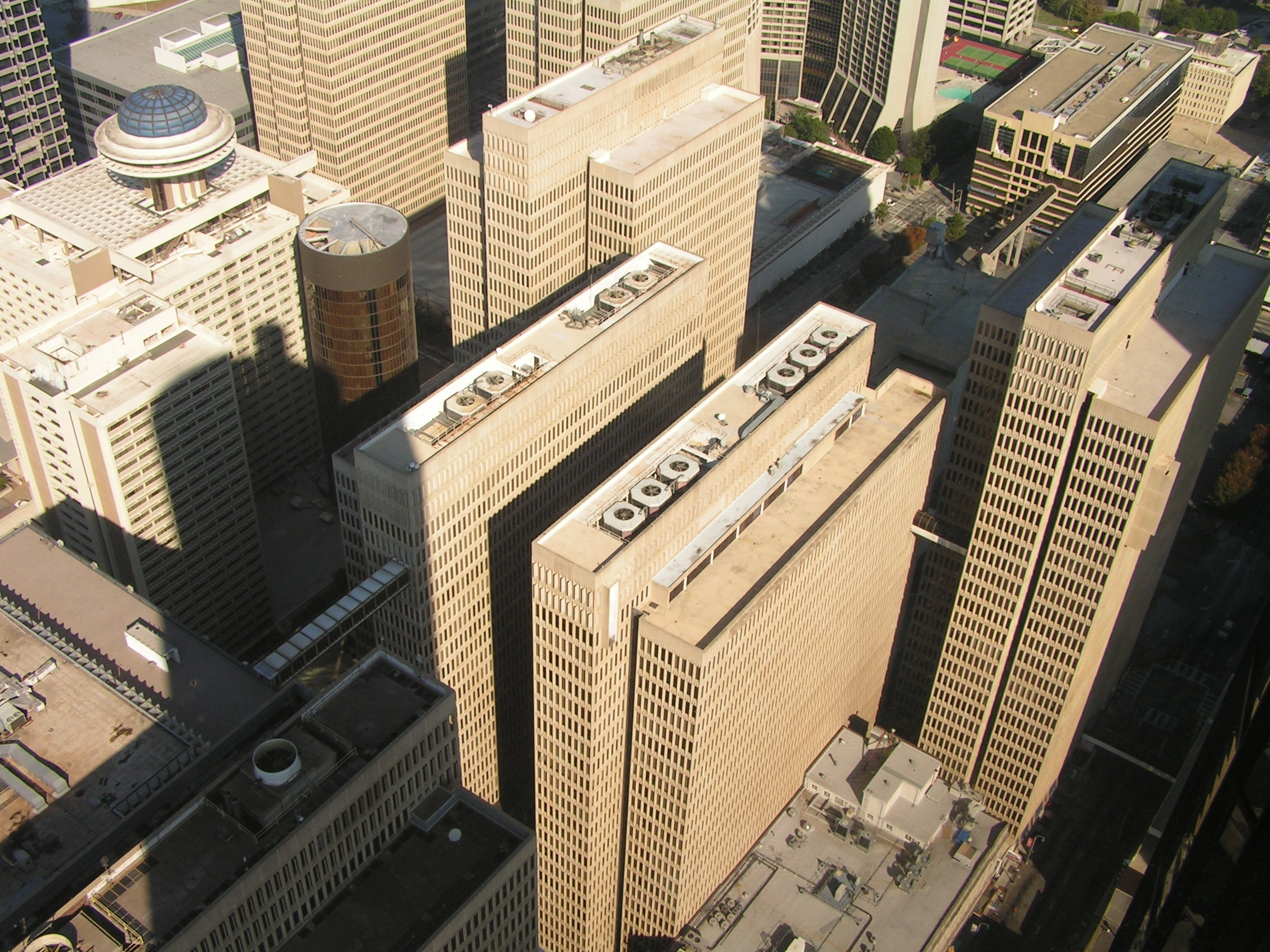
Phân cảnh trượt dây trong Những kẻ nổi loạn được quay tại mái của tòa nhà Peachtree Center.

Việc quay phim bắt đầu tại Atlanta vào ngày 27 tháng 5 năm 2014 và kết thúc vào ngày 6 tháng 9 năm 2014. Địa điểm quay phim là Nhà lao Hoa Kỳ, Atlanta. Về phía khu Amity, đoàn làm phim lấy bối cảnh tại Cộng đồng Serenbe phía nam Atlanta. Từ ngày 11–24, 2014, việc quay phim được thực hiện tại phố Peachtree, Atlanta bao gồm phân cảnh trượt dây được dựng trên mái của tòa nhà Peachtree Center. Ngày 27 tháng 6, các cảnh quay được quay tại Cơ quan Lưu trữ Atlanta. Từ ngày 12–13 tháng 7 năm 2014, công việc sản xuất diễn ra tại Chicago với các cảnh quay tại phố Wells, phố Franklin, phố Adams, phố Van Buren và các cảnh quay trên không tại khu Chicago Loop. Ashley Judd thực hiện các cảnh quay của cô cùng với Woodley vào cuối tháng 6 năm 2014.
Cuối tháng 8 và đầu tháng 9, địa điểm quay phim lại một lần nữa được chuyển về Atlanta. Ngày 28–29 tháng 8 và 2–6 tháng 9 năm 2014, thêm nhiều cảnh quay khác được quay thêm tại Cơ quan Lưu trữ Atlanta. Đoàn phim thực hiện quay lại một vài phân cảnh bao gồm cảnh đoàn tàu, được quay tại Quận Fulton, Georgia vào ngày 3 tháng 9 năm 2014. Một vài cảnh khác được quay lại tại Atlanta từ ngày 17–21 tháng 12 năm 2014.

## Âm nhạc
Tháng 11, 2014, nhà soạn nhạc Joseph Trapanese được xác nhận là sẽ thực hiện phần nhạc nền cho bộ phim. Thay vì các bài hát nhạc phim, bộ phim phụ thuộc nhiều hơn vào phần nhạc nền, vốn tối tăm và dữ dội hơn phần phim đầu. Album The Divergent Series: Insurgent – Original Motion Picture Soundtrack được phát hành vào ngày 17 tháng 3 năm 2015. Đĩa đơn đầu tiên, "Holes In the Sky" của ban nhạc M83 hợp tác với Haim được ra mắt vào ngày 2 tháng 3 năm 2015.

## Phát hành
Những kẻ nổi loạn được trình chiếu vào ngày 20 tháng 3 năm 2015 tại Hoa Kỳ ở cả định dạng 2D, Digital 3D, RealD 3D, và IMAX 3D. Đây là bộ phim đầu tiên trong loạt phim được trình chiếu dưới định dạng 3D và là bộ phim thứ hai trong nhượng quyền thương mại được phát hành dưới định dạng IMAX. Tại Việt Nam, Những kẻ nổi loạn được công chiếu vào ngày 20 tháng 3 năm 2015.

### Tiếp thị
Ngày 22 tháng 10 năm 2014, sau vài hình ảnh gợi ý được đăng tải trên trang Instagram chính thức của bộ phim, trang web www.thedivergentseries.com bắt đầu được đưa vào hoạt động. Ngày 28 tháng 10 năm 2014, các áp phích 3D động của các diễn viên như Ansel Elgort trong vai Caleb Prior, Maggie Q trong vai Tori, Keiynan Lonsdale trong vai Uriah Pedrad, Mekhi Phifer trong vai Max, Miles Teller trong vai Peter Hayes, Zoë Kravitz trong vai Christina, Theo James trong vai Tobias "Four" Eaton, và Shailene Woodley trong vai Beatrice "Tris" Prior được công bố thông qua nhiều trang mạng truyền thông khác nhau.
Một teaser cho trailer của Những kẻ nổi loạn được chính thức ra mắt trực tuyến trên tài khoản YouTube của bộ phim vào ngày 12 tháng 11 năm 2014. Đoạn trailer đầy đủ được công bố vào ngày 12 tháng 12 năm 2014. Ngày 22 tháng 1 năm 2015, thêm năm áp phích 3D động của các nhân vật được tiết rộ, bao gồm Woodley, James, Kate Winslet, Octavia Spencer và Naomi Watts. Đoạn phim ngắn đầu tiên cắt từ bộ phim được phát hành vào ngày 18 tháng 2 năm 2015, và đoạn phim thứ hai được phát hành ba ngày sau đó. Trailer cuối cùng được phát hành vào ngày 24 tháng 2 năm 2015.

### Giải trí tại gia
Những kẻ nổi loạn được phát hành dưới dạng phim số vào ngày 21 tháng 7 năm 2015, và định dạng Blu-ray/DVD vào ngày 4 tháng 8 năm 2015.

## Tiếp nhận

### Doanh thu phòng vé
Tính đến 20 tháng 4 năm 2015, Những kẻ nổi loạn đã thu về 124.8 triệu USD tại Bắc Mỹ, và 142.2 triệu USD tại các khu vực khác, với tổng doanh thu trên toàn thế giới đạt 267.2 triệu USD, trong khi kinh phí thực hiện chỉ tới 110 triệu USD.

#### Bắc Mỹ
Những kẻ nổi loạn thu về 4.1 triệu USD từ buổi chiếu đêm ngày thứ Năm, ít hơn buổi chiếu đêm của Dị biệt với doanh thu 4.9 triệu USD. Bộ phim ra mắt vào ngày thứ Sáu, 20 tháng 3 năm 2015, trên tổng cộng 3,875 rạp chiếu, thu về 21.3 triệu USD, trong khi bộ phim trước đó thu về tận 22.8 triệu USD trong ngày đầu công chiếu. Tổng cộng, Những kẻ nổi loạn đã thu về 52,263,680 triệu USD trong tuần công chiếu đầu tiên, xếp đầu hạng doanh thu phòng vé, với 3.6 triệu USD (7% tổng doanh thu) thuộc về 356 rạp chiếu IMAX. Doanh thu này khá là tương đồng với Dị biệt với 54.6 triệu USD thu về trong tuần đầu tiên ra mắt.

#### Các khu vực khác
Những kẻ nổi loạn được phát hành ở tổng cộng 82 quốc gia trên toàn thế giới. Ngoài Hoa Kỳ và Canada, Những kẻ nổi loạn được công chiếu vào thứ Năm ngày 19 tháng 3 năm 2015 tại 52 quốc gia khác, trong đó có Việt Nam, với doanh thu 8.2 triệu USD, và ra mắt tại vị trí quán quân tại 49 quốc gia tống số đó. Phim được ra mắt tại thêm 20 quốc gia khác vào ngày 21 tháng 3, đưa tổng số quốc gia lên tới con số 72, thu về 39.7 triệu USD trong vòng hai ngày. Tới Chủ nhật ngày 22 tháng 3, bộ phim đã đạt doanh thu tuần đầu là 48.3 triệu USD từ 76 quốc gia, với vị trí quán quân tại 63 quốc gia cũng như đứng đầu doanh thu phòng vé thế giới trong vòng một tuần.
Bộ phim đạt doanh thu lớn nhất tại Pháp (6 triệu USD), Vương quốc Anh, Ireland, Malta (4.4 triệu USD), Brazil (4.2 triệu USD), Mexico (3.7 triệu USD) và Úc (3.2 triệu USD).

### Đánh giá chuyên môn
Những kẻ nổi loạn nhận được nhiều ý kiến hỗn hợp từ phía các nhà phê bình. Nhiều chuyên gia đánh giá cao phong cách điện ảnh, sự phối hợp hành động và diễn xuất của Woodley, nhưng lại chỉ trích phần cốt truyện và việc bộ phim có nội dung khá tương đồng với nhiều bộ phim thiếu niên chuyển thể từ sách khác. Trên hệ thống tổng hợp kết quả đánh giá Rotten Tomatoes bộ phim đạt mức đánh giá 31%, dựa trên 158 lượt nhận xét, với lượt đánh giá trung bình là 3.7/5. Một nhà phê bình của trang web nhận xét, "Shailene Woodley đã cố gắng hết sức, nhưng Những kẻ nổi loạn vẫn là một bước lùi lớn cho một thương hiệu đang vật lộn để tìm ra chính nó trong thế giới phản-không tưởng." Tại Metacritic, bộ phim đạt số điểm 42 trên 100, dựa trên 40 nhà phê bình, với những "nhận xét hỗn tạp hoặc vừa phải." Tại CinemaScore, khán giả đánh giá bộ phim điểm "A-" trên thang từ A+ tới F.

## Phim tiếp nối
Ngày 11 tháng 4 năm 2014, Summit Entertainment thông báo bộ phim hai phần chuyển thể từ tập cuối của loạt truyện Divergent, Allegiant – Những kẻ trung kiên, sẽ được thực hiện. Phần đầu tiên, The Divergent Series: Allegiant – Part 1, được công chiếu vào ngày 18 tháng 3 năm 2016 và phần thứ hai, The Divergent Series: Allegiant – Part 2, vào ngày 24 tháng 3 năm 2017. Shailene Woodley, Theo James, và Naomi Watts đều trở lại với vai diễn của họ. Ngày 5 tháng 12 năm 2014, Robert Schwentke xác nhận sẽ trở thành đạo diễn cho Phần 1. Việc quay phim của Phần 1 bắt đầu tại Atlanta vào ngày 18 tháng 5 năm 2015.